# Guy Poitevin
Pour l’article homonyme, voir Guy Poitevin (football).
Guy Poitevin, né le 17 septembre 1934 à Bierné dans la Mayenne et mort le 30 août 2004 à Pune en Inde, est un docteur en sociologie, chercheur spécialiste des processus endogènes de développement, de la mémoire sociale des communautés marginalisées, et fondateur de la démarche « coopérative » de recherche-action en sciences sociales. Il a consacré sa vie au service des plus défavorisés dans le milieu rural du Maharashtra (Inde).

## Biographie
(Voir la biographie en anglais)
Né à Bierné dans la Mayenne, Guy Poitevin a d’abord suivi un cursus à Laval et à Rome pour devenir prêtre. Après une licence en philosophie à la Sorbonne (Paris) et en théologie à l'université grégorienne de Rome, il a enseigné la philosophie pendant 12 ans, de 1958 à 1970, dans un séminaire de l’ouest de la France.
Son premier contact avec l’Inde a été (selon ses termes) « de nature intellectuelle, visant à intégrer à son enseignement des fragments des traditions religieuses et philosophiques de l’Inde, notamment les Upanishads ». Toutefois, il a été aussi l’occasion d’une prise de contact avec la société, la culture et l’histoire indiennes, en 1967, lors d’un séjour d’un mois dans une famille de Pune (Maharashtra). Guy Poitevin a été encouragé à faire une autre visite en 1969, après avoir commencé à étudier le sanskrit à Paris. C’est aussi en 1969 qu'il a commencé à apprendre le marathi, ayant l'intention de revenir à Pune pour une longue durée, ses amis l’ayant convaincu qu’il pourrait ainsi garder le contact avec les étudiants. Il a réalisé ce projet, en 1972, lorsque ses amis ont obtenu pour lui un visa résidentiel.
Les premières années à Pune ont été principalement pour Guy Poitevin l’occasion de travailler avec les étudiants dans le cadre de leur association d’entraide, tout en offrant occasionnellement ses services à l’Alliance française comme enseignant et membre du comité directeur. Au-delà des objectifs pédagogiques, ce contact s’est développé sous la forme d’un travail de recherche académique systématique en anthropologie culturelle. Une étude de terrain a été conduite à grande échelle pour décrire les attitudes et les attentes des étudiants provenant de milieux défavorisés. Les résultats de cette étude ont fait l’objet d’une thèse en sciences sociales du développement qu’il a soutenue en 1978 à l'EHESS, ainsi que d’un ouvrage centré sur le thème de l'idéologie de la pauvreté[C'est-à-dire ?].
Plusieurs terrains de recherche ont par la suite fait l’objet d’études : processus endogènes de développement, action sociale, migrations, programmes d’action sur la santé, études féministes, recherche participative, autobiographies de dalits en marathi, femmes portefaix, etc. Guy Poitevin était alors associé à un groupe international de chercheurs animé par le Professeur Paul-Henry Chombart de Lauwe (ARCI). Les résultats de ces études ont été présentés par Guy Poitevin à ce groupe et publiés dans divers journaux, des rapports de l’UNESCO, ainsi que des ouvrages. Sa connaissance du marathi lui a permis de traduire en français et publier des documents sur l’histoire sociale marathe, la littérature dalit et les traditions orales. Son centre intérêt s’est peu à peu focalisé sur les traditions orales populaires, comme la tradition féminine des chants de la mouture, les mythes qui circulent oralement dans les basses couches sociales, la mémoire sociale des communautés marginalisées, le savoir indigène des sages-femmes traditionnelles et, sur un plan méthodologique, l’expérimentation de l'approche coopérative en sciences sociales.
Guy a décidé de s’établir en Inde pour entreprendre un projet de conscientisation dans les zones rurales éloignées. Il a obtenu la nationalité indienne par naturalisation en 1978 et s’est marié la même année avec Hema Rairkar.
Par la suite, il s’est engagé dans deux formes d’action, articulées théoriquement, dans le cadre de deux associations fondées avec des collaborateurs et amis : Village Community Development Association (VCDA, Association pour le développement de communautés rurales) en 1978, pour l’action sociale et culturelle dans les zones rurales éloignées, et le Centre for Cooperative Research in Social Sciences (CCRSS, Centre de recherches cooperatives en sciences sociales) en 1980, avec le soutien local de chercheurs confirmés. L'association VCDA assurait le soutien logistique et financier du réseau informel d'animateurs sociaux désigné comme « Collectif des pauvres de la montagne » (Garīb Dhongarī Sangatnā, गरीब डोंगरी संघटना, GDS).
Guy Poitevin s’est consacré entièrement à l’animation et à la coordination de ces activités : organisation de séminaires nationaux ou internationaux, recherche, publication d’articles et d’ouvrages en français et en anglais.
Les objectifs scientifiques du CCRSS étaient liés aux domaines mentionnés ci-dessus, plus particulièrement le droit de produire un savoir sociologique pertinent, la pertinence du discours des sans-voix, les traditions orales populaires en tant que réservoirs du savoir indigène et des formes cognitives qui lui sont associées, les processus de communication des gens de terrain, et la recherche coopérative envisagée comme un mode d’auto-investigation à travers la communication. Le Centre a organisé des séminaires internationaux sur les thèmes de la culture populaire, du pouvoir face à la culture et à la communication, de la culture populaire dans le champ de l’action culturelle, des processus de communication, de la tradition et de la modernité. Une présentation de ces activités a été publiée en 1996 par Jean Pacquement et Pierre Lachaier : « À propos et autour du séminaire “Communication Processes and Social Transformation” (Poona, 8-13 /1/1996) » dans le Bulletin de l’EFEO, tome 83, p. 336-346.
En mars 2004, Guy Poitevin avait pris une part très active dans l’animation d’un atelier de jeunes chercheurs en sciences sociales, lieu de rencontre et de réflexion de doctorants, ou étudiants en DEA ou maîtrise, travaillant sur le sous-continent indien, à l’initiative de l’Association des Jeunes Etudes Indiennes (AJEI).
Plusieurs projets du CCRSS et de VCDA ont bénéficié du soutien de la Fondation Charles-Léopold Mayer pour le Progrès de l’Homme (FPH). Dans ce contexte, Guy Poitevin a été l’auteur, le traducteur ou le coordinateur de plusieurs ouvrages, dont Ma vie d’intouchable, Parole de femmes intouchables, Femmes coolie en Inde. Il a coédité, avec Vibodh Parthasarathi, la version anglaise d’un ouvrage trilingue sur la communication intitulé L’idiot du Village Mondial - les citoyens de la planète face à l’explosion de la communication. Il a aussi participé à un programme d’échanges entre l’Inde et de la Chine, soutenu par la FPH, qui l’avait conduit à recevoir, du 9 au 15 janvier 2004, une délégation chinoise et vietnamienne pour une première approche de l’Inde rurale et urbaine. En janvier 2004 il est intervenu, avec une délégation de GDS, au Forum social mondial de Mumbai.
Plusieurs séminaires sur le thème de la communication, la culture et le pouvoir, organisés à Pune et New Delhi avec le soutien de la FPH et du Centre de Sciences Humaines de New Delhi, ont donné lieu à la publication d’un ouvrage en trois volumes, Communication Processes, qu’il a coédité avec Bernard Bel, Jan Brouwer, Biswajit Das et Vibodh Parthasarathi :
- Volume 1 : Media and Mediation. New Delhi: Sage, 2006.  (ISBN 978-0761934288)
- Volume 2 :  The Social and the Symbolic. New Delhi: Sage, 2007.  (ISBN 978-0761934462)
- Volume 3 :  Culture, Communication and Confrontation. New Delhi: Sage, 2010.  (ISBN 978-8132102274)

Guy Poitevin est décédé à Pune le 30 août 2004. Il venait de mettre la dernière touche au manuscrit de son ouvrage Le chant d’Ambedkar, mémoire de soi de paysannes intouchables, édité par Bernard Bel à titre posthume et publié sous le titre Ambedkar ! Des intouchables chantent leur libérateur.

## Approche coopérative en sciences sociales
La méthodologie de « recherche-action coopérative », désignée aussi comme « démocratisation active » par les animateurs sociaux de GDS, réhabilite la notion d’expertise en s'appuyant sur une démarche (auto-)éducationnelle de production d'un savoir endogène. En cela, elle s’oppose radicalement au populisme consensuel de la démocratie participative. Il ne suffit pas de faire le choix entre une participation « descendante » (top-down) et « ascendante » (bottom-up) selon que les initiatives proviennent des « experts » ou des « bénéficiaires » ; l’approche coopérative est plutôt un processus dynamique d’acquisition de pouvoir (empowerment) que l’on peut qualifier de « chaotiquement constructif », alors que l'approche participative ne fait qu’ordonnancer la répartition et la délégation des pouvoirs.
Il ne s’agit pas seulement, pour l’individu, de s’adapter à des conditions nouvelles qui lui ont été imposées, mais « d’intégrer » les niveaux de réalité, au sens de Paolo Freire (2002 [1973], p. 4) : L’intégration résulte de la capacité de s’adapter à la réalité plus la capacité critique de faire des choix et de transformer cette réalité.

## Ouvrages de référence
- Bibliographie complète
- Ambedkar ! Des Intouchables chantent leur libérateur. Édité à titre posthume par Bernard Bel. Paris, Karthala, 2009.  (ISBN 978-2-8111-0216-6)
- Sortir de la sujétion. Essai sur la désubordination des parias de l'Inde, Préface de Thierry Paquot. Paris, L'Harmattan, 2002.  (ISBN 2-7475-2428-0)
- Le chant des meules : De la piété de paysannes à la philosophie de swamis, Paris, Kailash Editions, 1997.  (ISBN 2-84268-009-X)
- (avec Hema Rairkar) Femmes coolie en Inde – salariat, culture et survie en ville. Paris, Syros-FPH, 1994.  (ISBN 2-86738-980-1)
- Kamble Shanta et Kamble Baby. Parole de femme intouchable, traduction du marathi et préface de Guy Poitevin. Paris, Côté-femmes, 1991.  (ISBN 2-907883-35-6)
- Pawar, Daya. Ma vie d'intouchable, traduction du marathi et avant-propos de Guy Poitevin, Paris, La Découverte, 1990.
- (avec Hema Rairkar) Inde : Village au Féminin - la Peine d'Exister. Paris, L'Harmattan, 1985.  (ISBN 2-85802-580-0)

## Documents sonores
- Extrait d'un entretien de Guy Poitevin avec Pierre Vuarin sur les castes et l'émancipation des opprimés (Forum social mondial de Mumbai, janvier 2004). Remerciements : Fondation Charles-Léopold Mayer pour le Progrès de l'Homme. ( 15 minutes)
- L'émission « L'autre monde des intouchables » (Joseph Confavreux et Pierre Willer) a été diffusée le 4 septembre 2004, en hommage à Guy Poitevin, sur France Culture. Des extraits sonores sont publiés en annexe de l'ouvrage « Un stylo en or : Des paysannes intouchables chantent Ambedkar, leur libérateur »